# Samtgemeinde Bruchhausen-Vilsen
Die Samtgemeinde Bruchhausen-Vilsen ist eine Samtgemeinde im Landkreis Diepholz in Niedersachsen. In ihr haben sich vier Gemeinden zur Erledigung ihrer Verwaltungsgeschäfte zusammengeschlossen. Sitz der Samtgemeinde ist der Luftkurort Bruchhausen-Vilsen.

## Geografie

### Samtgemeindegliederung

Gebiet der Bruchhausen-Vilsen vor der Gebietsreform 1974

Die Samtgemeinde Bruchhausen-Vilsen setzt sich aus den folgenden vier Mitgliedsgemeinden (Einwohner am 31. Dezember 2024) zusammen:
- Asendorf (2840)
- Bruchhausen-Vilsen, Flecken (8970)
- Martfeld (2838)
- Schwarme (2643)

## Geschichte
Die Samtgemeinde wurde 1974 gebildet. Mehr als 20 Gemeinden wurden aufgelöst. Die Gemeinden Engeln und Süstedt, die ursprünglich auch zur Samtgemeinde gehörten, wurden zum 1. November 2011 bzw. zum 1. November 2016 Teil des jeweils neugebildeten Fleckens Bruchhausen-Vilsen.

### Einwohnerentwicklung
| Jahr      | 1987   | 1992   | 1997   | 2002   | 2007   | 2008   | 2009   | 2010   | 2011   | 2013   |
| --------- | ------ | ------ | ------ | ------ | ------ | ------ | ------ | ------ | ------ | ------ |
| Einwohner | 14.333 | 15.316 | 16.591 | 17.232 | 17.057 | 17.002 | 16.839 | 16.795 | 16.704 | 16.779 |

(jeweils zum 31. Dezember)
|  |

## Politik

### Samtgemeinderat
Der Samtgemeinderat der Samtgemeinde Bruchhausen-Vilsen besteht aus 32 Ratsfrauen und Ratsherren. Dies ist die festgelegte Anzahl für eine Samtgemeinde mit einer Einwohnerzahl zwischen 15.001 und 20.000 Einwohnern. Die 32 Ratsmitglieder werden durch eine Kommunalwahl für jeweils fünf Jahre gewählt. Die aktuelle Amtszeit begann am 1. November 2021 und endet am 31. Oktober 2026.
Stimmberechtigt im Rat der Samtgemeinde ist außerdem der hauptamtliche Samtgemeindebürgermeister Bernd Bormann (parteilos).
Die letzte Kommunalwahl vom 12. September 2021 ergab das folgende Ergebnis:
- SPD – 10 Sitze
- CDU – 8 Sitze
- Grüne – 7 Sitze
- UWG – 4 Sitze
- FDP – 2 Sitze
- Die PARTEI – 1 Sitz

### Samtgemeindebürgermeister
Seit dem 1. November 2014 ist Bernd Bormann hauptamtlicher Samtgemeindebürgermeister. Bei der letzten Bürgermeisterwahl 2021 wurde er ohne Gegenkandidaten mit 83,18 Prozent der Stimmen gewählt. Die Wahlbeteiligung lag bei 59,36 Prozent.
Bisherige Amtsinhaber der Samtgemeinde:
- 2000–2014: Horst Wiesch (parteilos)
- seit 2014: Bernd Bormann (parteilos)

### Wappen
Blasonierung: „Im gespaltenen Schild rechts in Gold eine aus der Spaltlinie wachsende, aufrechte, rot bewehrte schwarze Bärentatze, links achtfach geständert von Blau und Silber.“

### Gemeindepartnerschaften
- Gemeinde Janowice Wielkie in Polen

## Kultur und Sehenswürdigkeiten

### Museumsbahn
Der Deutsche Eisenbahn-Verein betreibt seit 1966 eine Museumseisenbahn auf einer 8 km langen Schmalspurstrecke nach Asendorf. Am Bahnhof Asendorf befindet sich in einem Fachwerkschuppen der Kunst-Schuppen Asendorf.

### Mühlen
In den vier Mitgliedsgemeinden der Samtgemeinde blieben neun historische Mühlen erhalten – von ursprünglich 20 –, die teilweise restauriert sind und besichtigt werden können:
- Windmühlen
  - Behlmer Mühle in Bruchhausen-Vilsen, Ortsteil Engeln, erbaut 1876
  - Fehsenfeldsche Mühle in Martfeld, erbaut 1871
  - Feldmühle Martfeld in Martfeld, neu erbaut 1851, erste urkundliche Erwähnung 1583
  - Sprakener Windmühle in Schwarme, erbaut 1856
  - Stührer Mühle in Martfeld, erbaut 1878

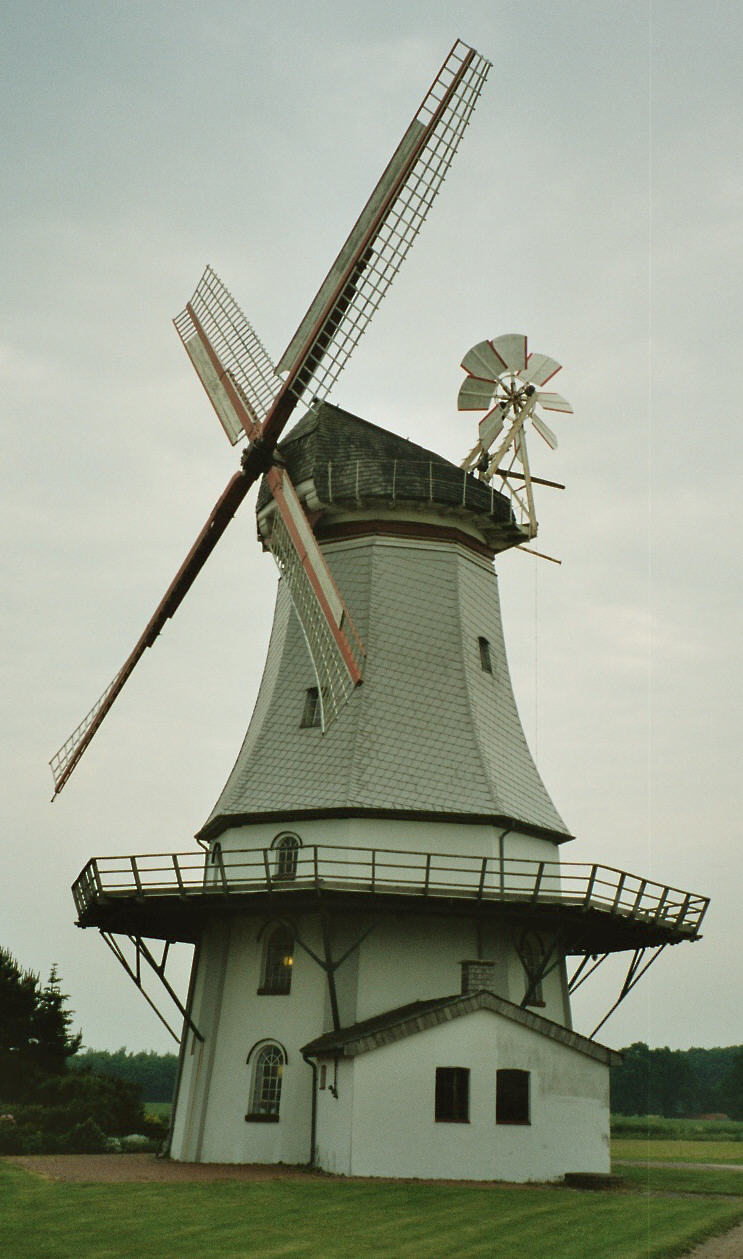
Behlmer Mühle
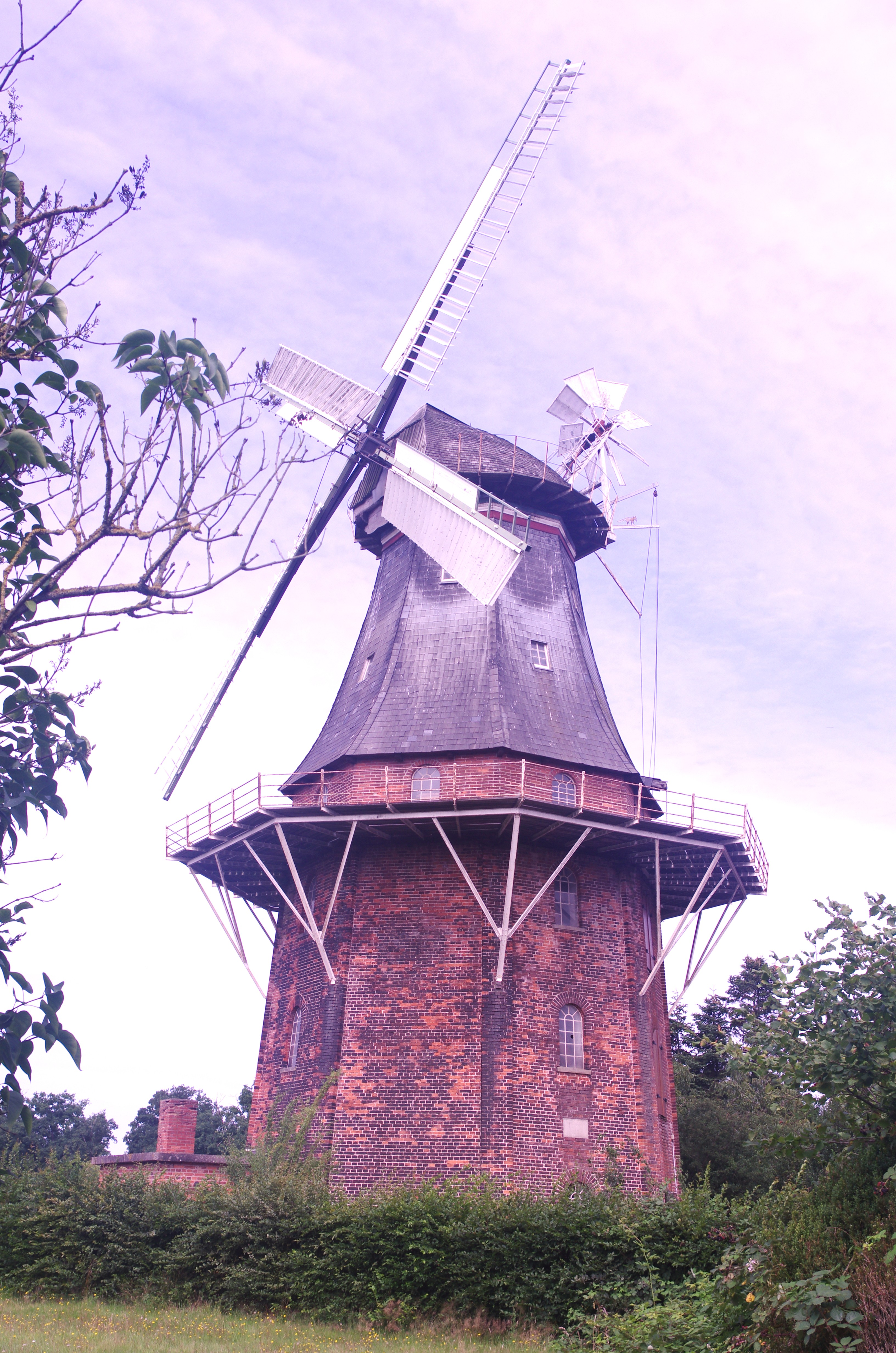
Fehsenfeldsche Mühle in Martfeld
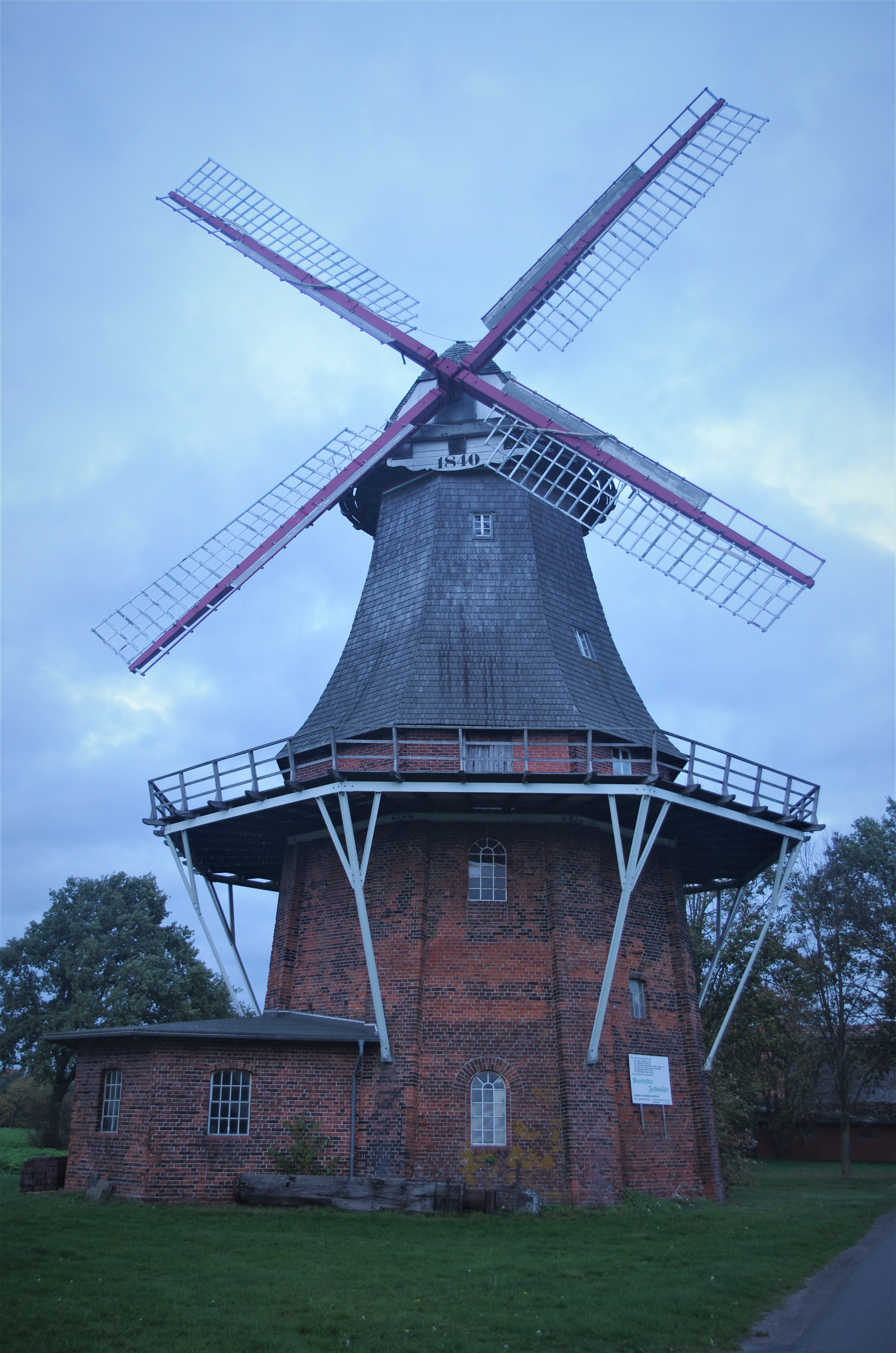
Feldmühle in Martfeld
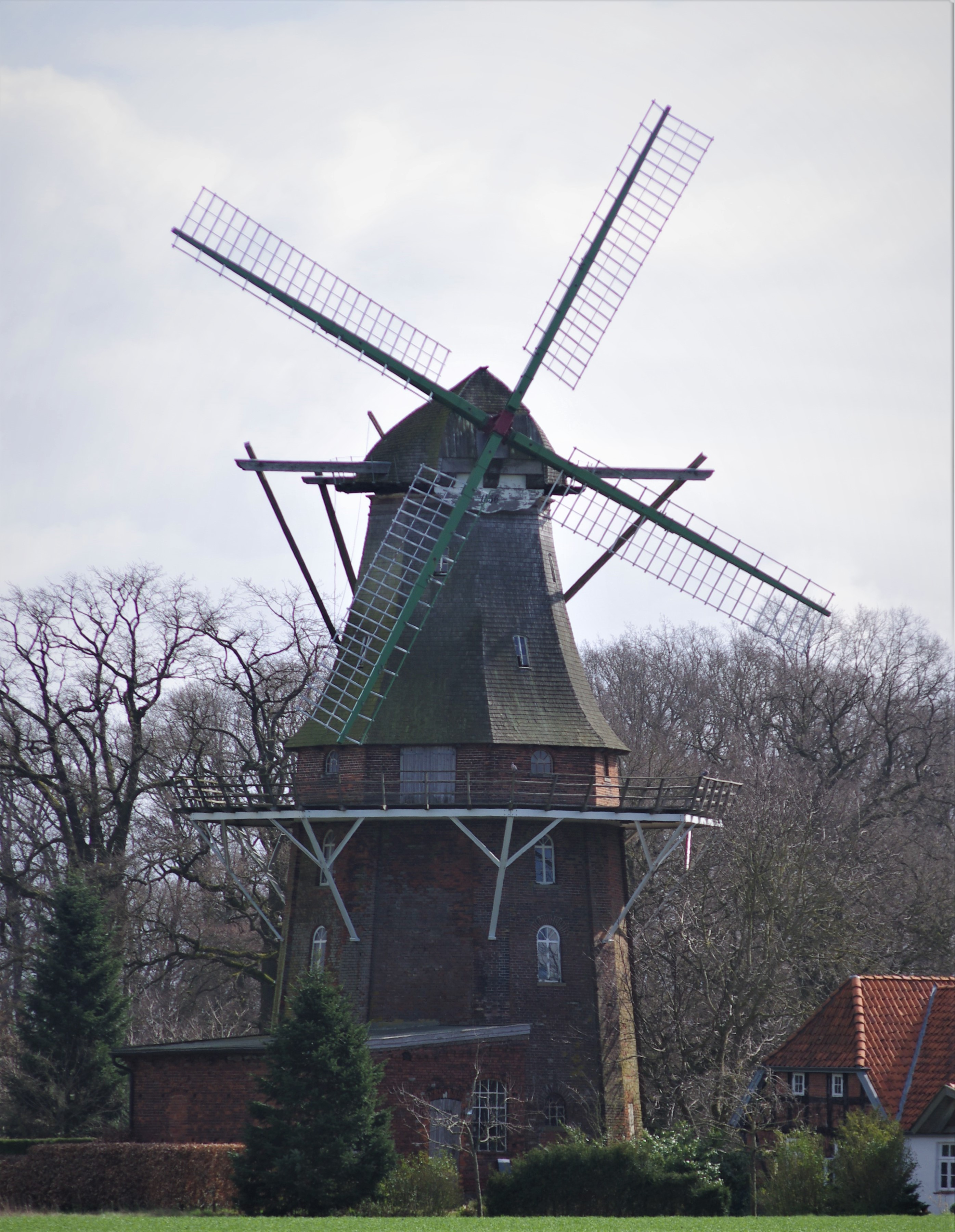
Sprakener Windmühle

- Wassermühlen
  - Noltesche Mühle in Bruchhausen-Vilsen, Ortsteil Süstedt, neu erbaut 1880, erste urkundliche Erwähnung 1745
  - Wassermühle Bruchmühlen in Bruchhausen-Vilsen, Ortsteil Bruchmühlen, neu erbaut 1749, erste urkundliche Erwähnung 1532
  - Klostermühle Heiligenberg in Bruchhausen-Vilsen, Ortsteil Heiligenberg, neu erbaut 1785, erste Erwähnung eines Müllers an diesem Ort 1370

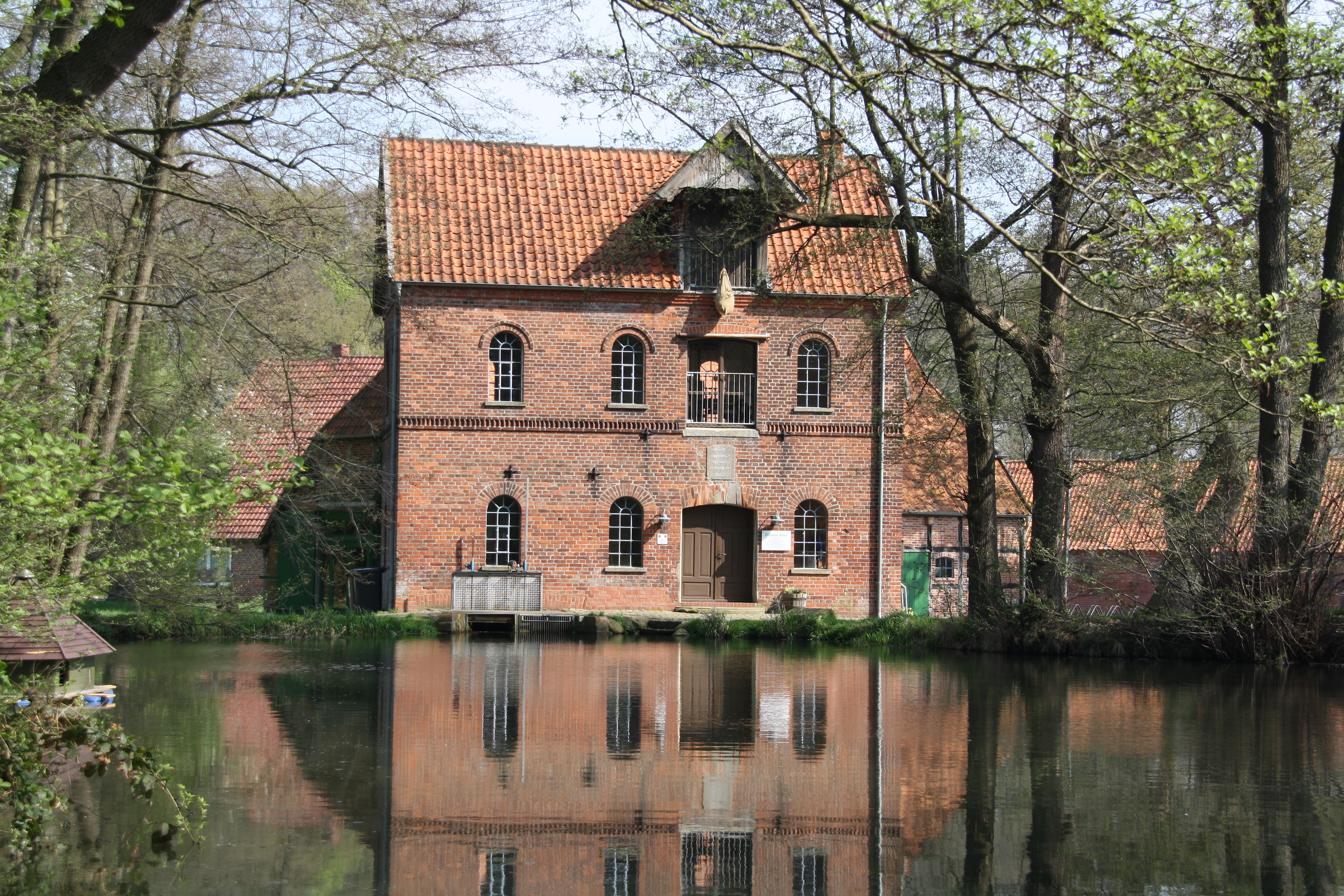
Noltesche Wassermühle in Süstedt